# Bài
Pour les articles homonymes, voir Bai.

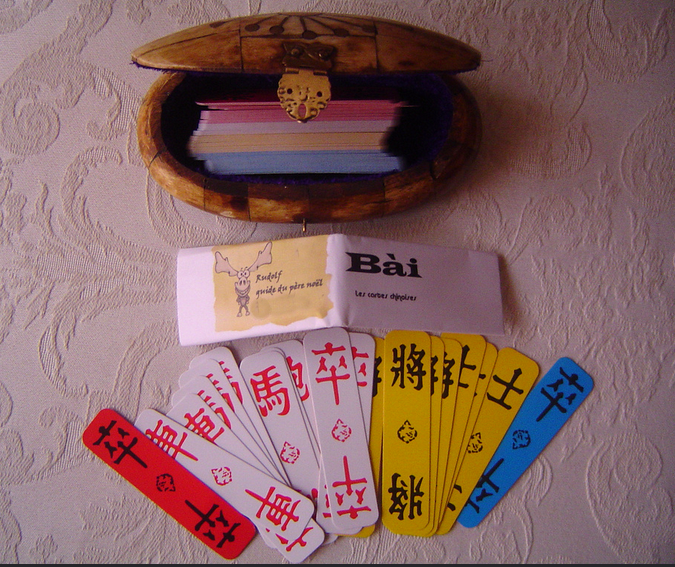
Un jeu de Bài.

Bài est le nom vietnamien donné aux cartes.
C'est aussi le nom attribué à une variante du jeu le plus connu : celui du jeu des 4 couleurs (en vietnamien : tứ sắc, signifiant littéralement : quatre couleurs), un jeu d'origine chinoise dont les symboles sont ceux des échecs chinois (xiangqi) : roi, ministres, gardes, canons, cavaliers, tours, et pions. Chacune de ces cartes est présente 4 fois dans 4 couleurs (donc 16 fois la même).
Le jeu le plus connu des quatre couleurs ressemble à un mélange de poker, de rami, voire de canasta (le mah-jong lui-même semblant être l'ancêtre du rami, selon une hypothèse).

## Règles
Les règles sont nombreuses, la plupart ayant en commun le mécanisme suivant :
- de deux à six joueurs, on distribue des cartes à chacun, on laisse le reste des cartes en tas difforme (on peut piocher un peu partout). Tour à tour, on pioche et on montre la carte piochée et les enchères commencent sur la combinaison que chacun peut faire avec (par exemple : plusieurs cartes pareilles). Celui qui a la plus grosse enchère (et qui veut l'annoncer) prend la carte et pose une famille avec cette carte. S'il dépose toutes ses cartes, la partie s'arrête et on compte les points par rapport à ce qu'on a déposé. Celui qui dépose retire une carte et ainsi de suite. Si personne ne veut faire d'enchère, celui qui a tiré la carte doit rejeter une carte (celle tirée, ou une autre), on passe alors au voisin de gauche.

En général, les jeux sont vendus dans des petites boites sans règles, on les trouve dans la plupart des supermarchés chinois un peu partout dans le monde.
Une version de ce jeu a été adaptée en France par les Editions Ludisphère, règle adaptée par Rudolf Feller sous le nom « Bài ».